# Littoriali della cultura e dell'arte (francobolli)
La serie dei Littoriali della cultura e dell'arte è una serie di francobolli del Regno d'Italia emessa il 23 aprile 1935 e dedicata alle manifestazioni culturali e artistiche (dette appunto Littoriali) sponsorizzate tra il 1932 ed il 1940 dal Partito Nazionale Fascista. In particolare queste manifestazioni erano organizzate dal Gruppo universitario fascista e destinate agli studenti universitari più brillanti della penisola.
I francobolli della serie, stampati in rotocalco in fogli di 50 (x4), hanno come soggetto un Littore romano (valore da 20 cent), un'Aquila con libro e moschetto (valore da 30 cent), ed i Volontari a Curtatone e Montanara (valore da 50 cent).

## Valori
- 20 Centesimi, carminio
- 30 Centesimi, bruno
- 50 Centesimi, violetto